# Josef Mikoláš
Temple de la renommée tchèque : 2010
Josef Mikoláš (né le 23 janvier 1938 à Frýdek-Místek en Tchécoslovaquie — mort le 20 mars 2015) est un joueur de hockey sur glace professionnel tchécoslovaque, évoluant au poste de gardien de but.

## Biographie
Né dans un milieu modeste, il grandit dans une famille monoparentale. De santé fragile (pneumonie, rachitisme), il travaille très jeune dans une mine de charbon.
Il commence sa carrière de joueur de hockey professionnel à Ostrava avec l'équipe de VŽKG Vítkovice, qui participe au championnat de Tchécoslovaquie. Talentueux et téméraire, il s'impose comme l'un des meilleurs gardiens de but de son pays. Il est sélectionné en équipe nationale et participe au championnat du monde de 1961, qui se déroule à Genève. L'équipe tchécoslovaque parvient en finale en éliminant au passage l'URSS et fait match nul contre le Canada (1-1). Ce score ne donne que la médaille d'argent à la Tchécoslovaquie. Les performances de Mikoláš pendant la compétition lui valent toutefois d'être désigné Sportif tchécoslovaque de l'année.
En 1962, la Tchécoslovaquie ne participe pas au Championnat du monde, qui se tient aux États-Unis et que le pays boycotte, tout comme l'Union soviétique. En 1963, le Championnat du monde a lieu à Stockholm et la Tchécoslovaquie, avec Mikoláš comme gardien, remporte la médaille de bronze.
Sa carrière internationale se termine après cette compétition. En 1970, il met un terme à sa carrière et se reconvertit en journaliste sportif.